# Engenes
Engenes est une localité du comté de Troms, en Norvège.

## Géographie
Administrativement, Engenes fait partie de la kommune d'Ibestad.